# Platytyphlops lathierae
Platytyphlops lathierae är en kräftdjursart som beskrevs av Daniel Reyss 1978. Platytyphlops lathierae ingår i släktet Platytyphlops och familjen Lampropidae. Inga underarter finns listade i Catalogue of Life.